# تجمع جول الحرمل (حجر)

تعديل مصدري - تعديل

تجمع جول الحرمل هي إحدى قرى عزلة الجول بمديرية حجر التابعة لمحافظة حضرموت، بلغ تعداد سكانها 22 نسمة حسب تعداد اليمن لعام 2004.